# Microsoft Band
Microsoft Band fue un smartwatch (reloj inteligente) y pulsera cuantificadora creado y desarrollado por Microsoft. Fue lanzado en Estados Unidos el 29 de octubre de 2014 en limitadas cantidades, lo que llevó a que el poco suministro de Bands se agotara el mismo día del lanzamiento, tanto en la tienda en línea como en la mayoría de las tiendas físicas. El reloj incorpora diez sensores diferentes, tales como un monitor óptico de ritmo cardíaco, GPS y sensor UV. Microsoft paró la venta del dispositivo el 3 de octubre de 2016 debido a las bajas ventas.

## Historia
Microsoft Band fue anunciado por Microsoft el 29 de octubre de 2014 y lanzado en cantidades limitadas en Estados Unidos al día siguiente. Inicialmente, el dispositivo se vendía exclusivamente en el sitio web de Microsoft Store y en las tiendas; debido a su popularidad inesperada, fue vendido fuera del país el primer día que fue lanzado, pero la cantidad de dispositivos producidos era escaso durante Navidad de 2014.
La producción se incrementó en marzo de 2015 para aumentar la disponibilidad, varios meses después del lanzamiento de Android Wear, pero por delante de Apple Watch. La disponibilidad se amplió para incluir a los minoristas Amazon, Best Buy y Target. El 15 de abril de 2015, Microsoft Band fue lanzado en el Reino Unido con un precio de £169.99 y disponible para su compra a través de Microsoft Store o de socios selectos.

## Características
Microsoft Band incorpora 10 sensores, documentados en la página de productos de Microsoft:
- Monitor de ritmo cardíaco óptico
- Acelerómetro de tres ejes
- Girómetro
- GPS
- Micrófono
- Sensor de luz ambiental
- Sensores galvánicos de respuesta cutánea
- Sensor UV
- Sensor de temperatura de la piel
- Sensor capacitivo

La batería de la pulsera puede durar dos días a partir de una carga completa. El dispositivo depende parcialmente de la aplicación Microsoft Health, la cual está disponible para Windows Phone 8.1, iOS 7.1 o superior y para Android 4.3 o superior e interactúa con el dispositivo mediante Bluetooth. 
Microsoft Band incluye aplicaciones nativas de aspecto parecido a Windows 8.1 por su interfaz de "tiles". Varias de sus aplicaciones son Exercise, UV Sensor, Alarm & Timer, Calls, Messages, Calendar, Facebook y Weather, aunque existen más que pueden ser descargadas.
Si el dispositivo es pareado (asociado) con un dispositivo Windows Phone 8.1, entonces Cortana (la asistente personal) estará disponible, aunque, sin embargo, para realizar algunas funciones será necesario usar el teléfono. El usuario también puede visualizar las últimas notificaciones utilizando la aplicación Notifications Center (centro de notificaciones).